# Guitar Gangsters & Cadillac Blood
Guitar Gangsters & Cadillac Blood é o terceiro álbum da banda dinamarquesa Volbeat, foi lançado em 2008.
Em 2008, Volbeat lançou seu terceiro álbum com o guitarrista Thomas Bredahl, Guitar Gangsters & Cadillac Blood. O álbum liderou as paradas de álbuns da Finlândia, logo após a seu lançamento.